# أحمد محمد محمود سيلانيو
أحمد محمد محمود سيلانيو (بالصومالية: Axmed Maxamed Maxamuud Siilaanyo)‏. مواليد 1936 في برعو، هو سياسي سابق في الصومال. وهو الرئيس السابق لحزب التضامن (مجلس السلام والوحدة والتنمية - كولمية) ورئيس سابق لجمهورية أرض الصومال المعلنة من طرف واحد.
انتخب سيلانيو رئيسا خلال الانتخابات الرئاسية من 27 يوليو لعام 2010.

## بداية حياته
أكمل تعليمه الابتدائي والإعدادي والثانوي في مدارس شيخ وعمود المعروفة في الفترة من 1946 إلى العام 1957. اجتاز المستوى المتقدم لإمتحانات الـ GCE في الفترة من 1958 إلى 1960 في لندن ببريطانيا.
أكمل أحمد سيلانيو دراسته الجامعية في الفترة من عام (1960 إلى 1965) في جامعة مانشستر وحصل على الليسانس في الاقتصاد مع مرتبة الشرف، وعلى درجة الماجستير في الاقتصاد من جامعة مانشستر في عام 1965. وعند العودة إلى أرض الوطن عمل كموظف في وزارة التخطيط والتنسيق في مقديشو في الفترة بين (1965 – أكتوبر 1969)، ووزيرا للتخطيط والتنسيق (1969 – 1973) ووزيرا للتجارة (1973 – 1978 و1980 -1982) في حكومة الصومال أبان عهد سياد بري.

## حركة تحرير أرض الصومال
في العام 1982 ترك الصومال متجها إلى لندن وانضم هناك إلى الحركة الوطنية الصومالية وأصبح رئيس فرع الحركة في لندن. وأصبح رئيس الحركة الوطنية الصومالية خلال الفترة (1984- 1990) كأطول فترة لرئيس بالحركة. وفي المؤتمر التاريخي لقبائل صوماليلاند والحركة الوطنية الصومالية في مدينة برعو التي أعلن فيها قرار استعادة الاستقلال. وفي 18 من مايو عام 1991، كان أحمد محمد محمود سيلانيو أحد القادة المشاركين في المؤتمر والحريصين لتقريب وجهات النظر بين القبائل وحفظ الأمن في صوماليلاند.
وفي الفترة من (1993 – 1997) كان عضوا في برلمان جمهورية صوماليلاند. وفي حكومة الرئيس محمد حاجي إبراهيم عقال، شغل سيلانيو حقيبتين وزاريتين هما: وزارة المالية (1997 – 1999) ودشن أيضا برنامج للإصلاح المالي (1999 – 2000) ووزارة التخطيط والتنسيق. قدم استقالته من الوزارة عام 2001.

## الترشح لرئاسة الجمهورية
في عام 2002 وعند إقرار قانون التعددية الحزبية أسس حزب التضامن (كلمية) وأصبح قائد للحزب الذي نافس في الانتخابات الرئاسية لصوماليلاند في أبريل عام 2003، وخسر تلك الانتخابات بفارق 80 صوتا فقط، وقبل نتيجتها. عاد سيلانيو وشارك في الانتخابات الرئاسية التي جرت في 26 من يوليو 2010 كمرشح لرئاسة الجمهورية، ففاز بها بفارق كبير من منافسيه وبنسبة بلغت 49.59%، ليكون الرئيس الرابع في تاريخ جمهورية أرض الصومال.

## الوفاة
توفي في 15 نوفمبر 2024 في مدينة هرجيسا.

## حياته الخاصة
سيلانيو أب لخمس أبناء (3 أبناء وبنتين) ومتزوج من أمينة ويريس شبخ محمد جيردِ.